# Junya Nakano
Pour les articles homonymes, voir Nakano (homonymie).
Né le 28 février 1971 à Kyōto au Japon, Junya Nakano (仲野順也, Nakano Junya) est un compositeur japonais de musique de jeu vidéo actuellement employé chez Square Enix.
Son éducation musicale a commencé à 3 ans, alors qu'il prenait des cours de piano. Il a décidé par la suite de poursuivre dans cette voie. Il commence par travailler, de 1991 à 1995, chez Konami. Depuis 1995, il travaille chez Square Enix (ex-Square Co., Ltd.) et a notamment participé à la bande originale de Final Fantasy X avec Nobuo Uematsu et Masashi Hamauzu.

## Ludographie

### Konami
- Astérix - Composition (1992)
- Lethal Enforcers - Composition (1992)
- X-Men - Composition (1992)
- Hexion - Composition (1992)
- Martial Champion - Composition (1993)
- Mystic Warriors - Composition (1993)
- Polygonet Commanders - Composition (1993)
- Golfing Greats 2 - Composition (1994)

### Square Enix
- Front Mission: Gun Hazard - Composition (1996)
- Treasure Conflix - Composition (1996)
- Tobal n°1 - Composition (1996)
- Another Mind - Composition & arrangement (1998)
- Dewprism (Threads of Fate) - Composition & arrangement (1999)
- Final Fantasy X - Composition & arrangement (2001)
- Musashi: Samurai Legend - Composition & arrangement (2005)
- Final Fantasy IV : Les Années suivantes - Composition (2008)

## Discographie
- Front Mission Series: Gun Hazard Original Sound Version - Composition (1996)
- Tobal No. 1 Original Soundtrack - Composition (1996)
- Tobal No. 1 Remixes Electrical Indian - Composition originale (1996)
- Another Mind Original Soundtrack - Composition & arrangement (1998)
- DEWPRISM Original Soundtrack - Composition & arrangement (1999)
- Final Fantasy X Original Soundtrack - Composition & arrangement (2001)
- feel/Go dream - Yuna & Tidus - Arrangement (2001)
- Final Fantasy X Official Soundtrack - Composition & arrangement (2001)
- Final Fantasy X Piano Collections - Composition originale (2002)
- Musashiden II BLADEMASTER Original Soundtrack - Composition & arrangement (2005)
- Phantasm - Composition originale (2015)
- Unreleased Tracks 1999 Vol. 1+2 - Composition originale (2017)